# Unione Sportiva Fascista Salernitana 1932-1933
Questa pagina raccoglie i dati riguardanti la Unione Sportiva Fascista Salernitana nelle competizioni ufficiali della stagione 1932-1933.

## Stagione
Per la stagione di Prima Divisione 1932-1933 il presidente Enrico Chiari sceglie Ivo Fiorentini come allenatore, e ancora una volta la Salernitana disputa un buon campionato nel proprio girone, classificandosi però quarta, non ottenendo dunque l'accesso alla fase finale per la promozione in Serie B. Il campionato è caratterizzato dal ritiro durante la stagione del Cotoniere Angri, questo ritiro provocherà l'annullamento di tutte le partite giocate dalla squadra e di quelle che avrebbe dovuto disputare.
Da segnalare che i salernitani otterranno in questa stagione la vittoria più larga di sempre: 9-0 nel derby campano contro il Gladiator.

## Divise
La Salernitana dal 1929 al 1943 adotterà nuovamente come colore sociale il bianco-celeste, ma in alcune gare giocherà con la maglia interamente celeste.
| Manica sinistra · Manica sinistra · Maglietta · Maglietta · Manica destra · Manica destra · Pantaloncini · Calzettoni | Manica sinistra · Maglietta · Maglietta · Manica destra · Pantaloncini · Calzettoni |

## Organigramma societario
Fonte
Area direttiva
- Presidente: Enrico Chiari
- Segretario: Pasquale Amodio

Area tecnica
- Allenatore: Ivo Fiorentini

Area sanitaria
- Massaggiatore: Angelo Carmando

## Rosa
Fonte
| N. |                   | Ruolo | Calciatore            |
| -- | ----------------- | ----- | --------------------- |
|    | Italia (bandiera) | P     | Mario Arbizzani       |
|    | Italia (bandiera) | P     | Mario Fontana         |
|    | Italia (bandiera) | D     | Carlo Balzani         |
|    | Italia (bandiera) | D     | Ciro Del Grosso       |
|    | Italia (bandiera) | D     | Pietro Mainardi       |
|    | Italia (bandiera) | D     | Gaetano Migliorato    |
|    | Italia (bandiera) | D     | Carlo Milite          |
|    | Italia (bandiera) | D     | Mario Parrocchia      |
|    | Italia (bandiera) | C     | Ferdinando Beltrame   |
|    | Italia (bandiera) | C     | Daniele Bergonzini    |
|    | Italia (bandiera) | C     | Silvio Brioschi       |
|    | Italia (bandiera) | C     | Menotti Bugna         |
|    | Italia (bandiera) | C     | Cristoforo Capone     |
|    | Italia (bandiera) | C     | Alessandro Cucciolini |

| N. |                   | Ruolo | Calciatore        |
| -- | ----------------- | ----- | ----------------- |
|    | Italia (bandiera) | C     | Gabriele D'Alma   |
|    | Italia (bandiera) | C     | Raffaele De Sio   |
|    | Italia (bandiera) | C     | Aventino Zamboni  |
|    | Italia (bandiera) | A     | Ciro Buonanno     |
|    | Italia (bandiera) | A     | Alfonso Carella   |
|    | Italia (bandiera) | A     | Costabile         |
|    | Italia (bandiera) | A     | Girolamo Dal Maso |
|    | Italia (bandiera) | A     | Silvio Finotto    |
|    | Italia (bandiera) | A     | Oscar Manzo       |
|    | Italia (bandiera) | A     | Luigi Miconi      |
|    | Italia (bandiera) | A     | Aldo Panella      |
|    | Italia (bandiera) | A     | Giovanni Pilato   |
|    | Italia (bandiera) | A     | Attilio Sudati    |

## Risultati

### Prima Divisione

#### Girone di andata
| Salerno 2 ottobre 1932 1ª giornata                                  | Salernitana | 2 – 1 referto | Bari B | Campo Littorio |
| \| \| \| \| \| Miconi 32’ Sudati 86’ \| Marcatori \| 17’ Zuccaro \| |             |               |        |                |
|                                                                     |             |               |        |                |
| Miconi 32’ Sudati 86’                                               | Marcatori   | 17’ Zuccaro   |        |                |

| Bagnoli 9 ottobre 1932 2ª giornata                                                                 | Bagnolese | 3 – 1 referto     | Salernitana |  |
| \| \| \| \| \| Bergonzini 6’ (aut.) Bonaldi 49’ Fallavena 75’ \| Marcatori \| 51’ (rig.) Miconi \| |           |                   |             |  |
| |           |                   |             |  |
| Bergonzini 6’ (aut.) Bonaldi 49’ Fallavena 75’                                                     | Marcatori | 51’ (rig.) Miconi |             |  |

| Salerno 16 ottobre 1932 3ª giornata                                         | Salernitana | 5 – 0 referto | Cantieri Tosi | Campo Littorio |
| \| \| \| \| \| Pilato 9’, 20’ Miconi 39’, 61’ Sudati 88’ \| Marcatori \| \| |             |               |               |                |
|                                                                             |             |               |               |                |
| Pilato 9’, 20’ Miconi 39’, 61’ Sudati 88’                                   | Marcatori   |               |               |                |

| Molfetta 23 ottobre 1932 4ª giornata                                 | Molfetta  | 2 – 1 referto | Salernitana |  |
| \| \| \| \| \| Calò 30’ De Marinis 35’ \| Marcatori \| 87’ Pilato \| |           |               |             |  |
|                                                                      |           |               |             |  |
| Calò 30’ De Marinis 35’                                              | Marcatori | 87’ Pilato    |             |  |

| Salerno 6 novembre 1932 5ª giornata                                                                                   | Salernitana | 6 – 3 referto                      | Napoli B | Campo Littorio |
| \| \| \| \| \| Sudati 17’, 65’ Finotto 25’, 59’ Miconi 32’, 50’ \| Marcatori \| 18’ Maffioli 22’ Panelli 80’ Borza \| |             |                                    |          |                |
| |             |                                    |          |                |
| Sudati 17’, 65’ Finotto 25’, 59’ Miconi 32’, 50’                                                                      | Marcatori   | 18’ Maffioli 22’ Panelli 80’ Borza |          |                |

| Angri 13 novembre 1932 6ª giornata | Cotoniere Angri | 1 – 1 Invalidato referto | Salernitana |  |

| Salerno 20 novembre 1932 7ª giornata                                   | Salernitana | 4 – 0 referto | Gladiator | Campo Littorio |
| \| \| \| \| \| Miconi 9’, 64’ Pilato 26’ Sudati 84’ \| Marcatori \| \| |             |               |           |                |
|                                                                        |             |               |           |                |
| Miconi 9’, 64’ Pilato 26’ Sudati 84’                                   | Marcatori   |               |           |                |

| Foggia 4 dicembre 1932 8ª giornata                          | Foggia    | 1 – 1 referto | Salernitana |  |
| \| \| \| \| \| Montarini 75’ \| Marcatori \| 20’ Finotto \| |           |               |             |  |
|                                                             |           |               |             |  |
| Montarini 75’                                               | Marcatori | 20’ Finotto   |             |  |

| Salerno 11 dicembre 1932 9ª giornata                          | Salernitana | 3 – 0 referto | FC Stabiese | Campo Littorio |
| \| \| \| \| \| Miconi 14’, 58’ Finotto 85’ \| Marcatori \| \| |             |               |             |                |
|                                                               |             |               |             |                |
| Miconi 14’, 58’ Finotto 85’                                   | Marcatori   |               |             |                |

| Salerno 18 dicembre 1932 10ª giornata                                             | Salernitana | 1 – 3 referto                       | Taranto | Campo Littorio |
| \| \| \| \| \| Finotto 56’ \| Marcatori \| 1’ Tosini 42’ Castellano 49’ Parisi \| |             |                                     |         |                |
|                                                                                   |             |                                     |         |                |
| Finotto 56’                                                                       | Marcatori   | 1’ Tosini 42’ Castellano 49’ Parisi |         |                |

| Arbitro: | Benvignati (Roma) |

|                                |           |            |
| Vandelli 37’ Giraud 61’ (rig.) | Marcatori | 16’ Miconi |

#### Girone di ritorno
| Bari 29 gennaio 1933 12ª giornata                 | Bari B    | 2 – 0 referto | Salernitana |  |
| \| \| \| \| \| Savino 44’, 48’ \| Marcatori \| \| |           |               |             |  |
|                                                   |           |               |             |  |
| Savino 44’, 48’                                   | Marcatori |               |             |  |

| Salerno 5 febbraio 1933 13ª giornata          | Salernitana | 1 – 0 referto | Bagnolese | Campo Littorio |
| \| \| \| \| \| Finotto 63’ \| Marcatori \| \| |             |               |           |                |
|                                               |             |               |           |                |
| Finotto 63’                                   | Marcatori   |               |           |                |

| Taranto 19 febbraio 1933 14ª giornata        | Cantieri Tosi | 0 – 1 referto | Salernitana |  |
| \| \| \| \| \| \| Marcatori \| 58’ Pilato \| |               |               |             |  |
|                                              |               |               |             |  |
|                                              | Marcatori     | 58’ Pilato    |             |  |

| Salerno 26 febbraio 1933 15ª giornata                                                             | Salernitana | 4 – 2 referto            | Molfetta | Campo Littorio |
| \| \| \| \| \| Finotto 10’ Pilato 11’, 63’ De Sio 65’ \| Marcatori \| 4’ (aut.) Bugna 47’ Calò \| |             |                          |          |                |
|                                                                                                   |             |                          |          |                |
| Finotto 10’ Pilato 11’, 63’ De Sio 65’                                                            | Marcatori   | 4’ (aut.) Bugna 47’ Calò |          |                |

| Napoli 5 marzo 1933 16ª giornata                 | Napoli B  | 1 – 0 referto | Salernitana |  |
| \| \| \| \| \| Sacchi III 88’ \| Marcatori \| \| |           |               |             |  |
|                                                  |           |               |             |  |
| Sacchi III 88’                                   | Marcatori |               |             |  |

| Pozzuoli 19 marzo 1933 17ª giornata                                                                              | Gladiator | 0 – 9 Campo neutro referto                                                     | Salernitana | Stadio Domenico Conte |
| \| \| \| \| \| \| Marcatori \| 16’ Brioschi 17’ Sudati 27’ Pilato 31’, 51’ Finotto 41’, 44’, 78’, 83’ Panella \| |           |                                                                                |             |                       |
| |           |                                                                                |             |                       |
| | Marcatori | 16’ Brioschi 17’ Sudati 27’ Pilato 31’, 51’ Finotto 41’, 44’, 78’, 83’ Panella |             |                       |

| Salerno 26 marzo 1933 18ª giornata                                                  | Salernitana | 2 – 2 referto             | Foggia | Campo Littorio |
| \| \| \| \| \| Finotto 6’ Brioschi 49’ \| Marcatori \| 14’ Baldi III 54’ Pitacco \| |             |                           |        |                |
|                                                                                     |             |                           |        |                |
| Finotto 6’ Brioschi 49’                                                             | Marcatori   | 14’ Baldi III 54’ Pitacco |        |                |

| Salerno 3 aprile 1933 19ª giornata | Salernitana | – Non disputata referto | Cotoniere Angri | Campo Littorio |

| Castellammare di Stabia 10 aprile 1933 20ª giornata                  | FC Stabiese | 1 – 2 referto            | Salernitana |  |
| \| \| \| \| \| Murino 7’ \| Marcatori \| 39’ Finotto 71’ Brioschi \| |             |                          |             |  |
|                                                                      |             |                          |             |  |
| Murino 7’                                                            | Marcatori   | 39’ Finotto 71’ Brioschi |             |  |

| Taranto 17 aprile 1933 21ª giornata                             | Taranto   | 1 – 1 referto  | Salernitana | Stadio Littorio |
| \| \| \| \| \| Castellano 51’ \| Marcatori \| 75’ Cucciolini \| |           |                |             |                 |
|                                                                 |           |                |             |                 |
| Castellano 51’                                                  | Marcatori | 75’ Cucciolini |             |                 |

| Arbitro: | Benassi (Teramo) |

|                             |           |              |
| De Sio 18’ Finotto 44’, 75’ | Marcatori | 7’ Ravizzoli |

## Statistiche

### Statistiche di squadra
| Competizione    | Punti | In casa | In casa | In casa | In casa | In casa | In casa | In trasferta | In trasferta | In trasferta | In trasferta | In trasferta | In trasferta | Totale | Totale | Totale | Totale | Totale | Totale | DR  |
| Competizione    | Punti | G       | V       | N       | P       | Gf      | Gs      | G            | V            | N            | P            | Gf           | Gs           | G      | V      | N      | P      | Gf     | Gs     | DR  |
| --------------- | ----- | ------- | ------- | ------- | ------- | ------- | ------- | ------------ | ------------ | ------------ | ------------ | ------------ | ------------ | ------ | ------ | ------ | ------ | ------ | ------ | --- |
| Prima Divisione | 25    | 10      | 8       | 1       | 1       | 31      | 12      | 10           | 3            | 2            | 5            | 17           | 13           | 20     | 11     | 3      | 6      | 48     | 25     | +23 |

### Andamento in campionato
| Giornata  | 1 | 2 | 3 | 4 | 5 | 6 | 7 | 8 | 9 | 10 | 11 | 12 | 13 | 14 | 15 | 16 | 17 | 18 | 19 | 20 | 21 | 22 |
| --------- | - | - | - | - | - | - | - | - | - | -- | -- | -- | -- | -- | -- | -- | -- | -- | -- | -- | -- | -- |
| Luogo     | C | T | C | T | C | T | C | T | C | C  | T  | T  | C  | T  | C  | T  | T  | C  | C  | T  | T  | C  |
| Risultato | V | P | V | P | V | N | V | N | V | P  | P  | P  | V  | V  | V  | P  | V  | N  | -  | V  | N  | V  |

Legenda:

Luogo: C = Casa; T = Trasferta. Risultato: V = Vittoria; N = Pareggio; P = Sconfitta.

### Statistiche dei giocatori
Sono in corsivo i calciatori che hanno lasciato la società a stagione in corso.
| Giocatore     | Prima Divisione | Prima Divisione | Prima Divisione | Prima Divisione |
| Giocatore     | Presenze        | Reti            | Ammonizioni     | Espulsioni      |
| ------------- | --------------- | --------------- | --------------- | --------------- |
| M. Arbizzani  | 13              | -19             | ?               | ?               |
| C. Balzani    | 8               | 0               | ?               | ?               |
| F. Beltrame   | 4               | 0               | ?               | ?               |
| D. Bergonzini | 4               | 0               | ?               | ?               |
| S. Brioschi   | 17              | 3               | ?               | ?               |
| M. Bugna      | 19              | 0               | ?               | ?               |
| C. Buonanno   | 0               | 0               | 0               | 0               |
| C. Capone     | 8               | 0               | ?               | ?               |
| A. Carella    | 3               | 0               | ?               | ?               |
| Costabile     | 2               | 0               | ?               | ?               |
| A. Cucciolini | 17              | 1               | ?               | ?               |
| G. D'Alma     | 1               | 0               | ?               | ?               |
| G. Dal Maso   | 0               | 0               | 0               | 0               |
| C. Del Grosso | 0               | 0               | 0               | 0               |
| R. De Sio     | 7               | 2               | ?               | ?               |
| S. Finotto    | 20              | 13              | ?               | ?               |
| M. Fontana    | 7               | -6              | ?               | ?               |
| P. Mainardi   | 2               | 0               | ?               | ?               |
| O. Manzo      | 1               | 0               | ?               | ?               |
| L. Miconi     | 10              | 11              | ?               | ?               |
| G. Migliorato | 0               | 0               | 0               | 0               |
| C. Milite     | 12              | 0               | ?               | ?               |
| A. Panella    | 13              | 4               | ?               | ?               |
| M. Parrocchia | 0               | 0               | 0               | 0               |
| G. Pilato     | 18              | 8               | ?               | ?               |
| A. Sudati     | 17              | 6               | ?               | ?               |
| A. Zamboni    | 17              | 0               | ?               | ?               |